# 7 Tage (NDR)
7 Tage ist eine Dokumentationsserie des NDR. Sie wird seit 2012 produziert und seit dem 5. Mai 2013 regelmäßig ausgestrahlt.

## Handlung
In der Serie 7 Tage begleiten die Reporter Menschen in besonderen Berufen, in gesellschaftlichen Gruppen oder an ungewöhnlichen Orten. Sie nehmen sieben Tage lang am Leben dieser Menschen teil. Durch eigene Beobachtungen und Interviews erhalten sie Eindrücke und Informationen. Die Reportagen sollen auch dazu dienen, Vorurteile abzubauen: „Oft begegnen wir Menschen, von denen wir uns schnell ein Bild machen – vielleicht vorschnell. Aber welches Leben verbirgt sich eigentlich hinter diesen Menschen?“ Einzelne Folgen beschäftigten sich unter anderem mit Muslimen, Juden, pflegebedürftigen Menschen und Rechtsextremen.

## Hintergrund
Jede Folge wird von zwei Mitarbeitern produziert. Ein Reporter wird von einem Videojournalisten mit der Kamera begleitet. Aus dem Material, das sie in einer Woche aufzeichnen, erstellen sie den meist etwa 30-minütigen Film. Der Reporter kommentiert die Bilder als Voice-over und gibt dem Zuschauer dabei einen Einblick in seine Gedanken und die Fragen, die ihn beim Dreh beschäftigt haben. Zuständig ist die Redaktion „Die Box“ im NDR, die neue Formate für Dokumentationen entwickelt.
Das Format 7 Tage wurde 2012 entwickelt. Die erste Folge wurde am 5. Mai 2013 ausgestrahlt und beschäftigte sich mit dem KZ Auschwitz-Birkenau. Diese Folge wurde am 28. Januar 2015 in einer neuen Version gezeigt, in der Musik statt des üblichen Kommentars zu hören ist.
Die Erstausstrahlung jeder Folge erfolgt sonntags um 15:30 Uhr im NDR. Wiederholungen laufen auf anderen Kanälen der ARD, u. a. bei Tagesschau24.

## Episoden
| Titel                                             | Erstausstrahlung   | Autoren                                            | Beschreibung und Video                                            |
| ------------------------------------------------- | ------------------ | -------------------------------------------------- | ----------------------------------------------------------------- |
| 7 Tage … im Altenheim                             | 5. Februar 2012    | Domenica Berger, Willem Konrad                     |                                                                   |
| 7 Tage … im Kloster                               | 26. Februar 2012   | Nikolas Müller, David Hohndorf                     |                                                                   |
| 7 Tage … auf dem Bauernhof                        | 12. Februar 2012   | Johanna Leuschen, Lars Kaufmann                    |                                                                   |
| 7 Tage … Schlager                                 | 4. März 2012       | Domenica Berger, Willem Konrad                     |                                                                   |
| 7 Tage … unter Toten                              | 11. März 2012      | Christian von Brockhausen, Lars Kaufmann           | , ausgezeichnet mit dem Bremer Fernsehpreis                       |
| 7 Tage … unter Fischern                           | 16. September 2012 | Lars Kaufmann, Martin D’Costa                      |                                                                   |
| 7 Tage … Dönerbude                                | 23. September 2012 | Nikolas Müller, David Hohndorf                     |                                                                   |
| 7 Tage … unter Erntehelfern                       | 30. September 2012 | Linda Luft, David Hohndorf                         | Archiv-Link (Memento vom 8. Juni 2014 im Internet Archive)        |
| 7 Tage … auf dem Bau                              | 7. Oktober 2012    | Hendrik Buth, Benjamin Arcioli                     | Archiv-Link (Memento vom 4. März 2015 im Internet Archive)        |
| 7 Tage … im Waisenhaus                            | 14. Oktober 2012   | Domenica Berger, Willem Konrad                     |                                                                   |
| 7 Tage … im Zirkus                                | 11. November 2012  | Johanna Leuschen, Lars Kaufmann                    |                                                                   |
| 7 Tage … im Internat                              | 25. November 2012  | Beatrice von Mangoldt, Stefanie Gromes             |                                                                   |
| 7 Tage … unter Flüchtlingen                       | 2. Dezember 2012   | Tobias Lickes, Kolja Robra                         | Archiv-Link (Memento vom 4. März 2015 im Internet Archive)        |
| 7 Tage … im Ballett                               | 29. Dezember 2012  | Lena Zieker, Ralph Baudach                         |                                                                   |
| 7 Tage … im Bordell                               | 3. Mai 2013        | Linda Luft, Brid Roesner                           |                                                                   |
| 7 Tage … Auschwitz                                | 5. Mai 2013        | Christian von Brockhausen, Timo Großpietsch        |                                                                   |
| 7 Tage … unter Pennern                            | 12. Mai 2013       | Julian Amershi, Nikolas Müller                     |                                                                   |
| 7 Tage … beim Bund                                | 2. Juni 2013       | Julian Amershi, Willem Konrad                      |                                                                   |
| 7 Tage … im Dorfladen                             | 16. Juni 2013      | Stefanie Gromes, Sebastian Bäumler                 | Archiv-Link (Memento vom 23. Mai 2014 im Internet Archive)        |
| 7 Tage … unter Muslimen                           | 11. August 2013    | Ralph Baudach, Martin D’Costa                      | Archiv-Link (Memento vom 31. Dezember 2014 im Internet Archive)   |
| 7 Tage … in der Putzkolonne                       | 18. August 2013    | Johanna Leuschen, Benjamin Arcioli                 |                                                                   |
| 7 Tage … im Bundestag                             | 1. September 2013  | Tobias Lickes, Felix Meschede                      | Archiv-Link (Memento vom 10. März 2015 im Internet Archive)       |
| 7 Tage … in der Eckkneipe                         | 8. September 2013  | Katrin Görsch, Stefanie Gromes                     |                                                                   |
| 7 Tage … deutsche Tropen                          | 22. September 2013 | Beatrice von Mangoldt, Stefanie Gromes             | Archiv-Link (Memento vom 10. März 2015 im Internet Archive)       |
| 7 Tage … unter Bäckern                            | 29. September 2013 | Stefanie Gromes, Andrzej Król                      |                                                                   |
| 7 Tage … unter Pfadfindern                        | 6. Oktober 2013    | Benjamin Arcioli, Hendrik Buth                     |                                                                   |
| 7 Tage … im Kinderhospiz                          | 13. Oktober 2013   | Tobias Lickes, Nikolas Müller                      |                                                                   |
| 7 Tage … unter Verrückten                         | 20. Oktober 2013   | Christian von Brockhausen, Timo Großpietsch        | Archiv-Link (Memento vom 4. März 2015 im Internet Archive)        |
| 7 Tage … auf der Hallig                           | 27. Oktober 2013   | Johanna Leuschen, Lars Kaufmann                    |                                                                   |
| 7 Tage … unter Kindern                            | 3. November 2013   | Tobias Lickes, David Hohndorf                      |                                                                   |
| 7 Tage … unter Hippies                            | 7. November 2013   | Domenica Berger, Nikolas Müller                    |                                                                   |
| 7 Tage … auf der Jagd                             | 24. November 2013  | Benjamin Wozny                                     |                                                                   |
| 7 Tage … unter Spitzenköchen                      | 15. Dezember 2013  | Martin D’Costa, Hendrik Buth                       |                                                                   |
| 7 Tage … Pflege daheim                            | 12. Januar 2014    | Benjamin Arcioli, Julian Amershi                   |                                                                   |
| 7 Tage … in der Wagenburg                         | 19. Januar 2014    | Beke Schulmann, Sebastian Gorski                   |                                                                   |
| 7 Tage … unter Roadies                            | 16. Februar 2014   | Tobias Lickes, Johanna Leuschen                    | Archiv-Link (Memento vom 10. März 2015 im Internet Archive)       |
| 7 Tage … unter Narren                             | 2. März 2014       | Johanna Leuschen, Stefanie Gromes                  |                                                                   |
| 7 Tage … unter Juden                              | 13. April 2014     | Nikolas Migut, Benjamin Arcioli                    |                                                                   |
| 7 Tage … bei der Feuerwehr                        | 27. April 2014     | Hendrik Buth, Nikolas Müller                       |                                                                   |
| 7 Tage … Jugendkrebsstation                       | 18. Mai 2014       | Caroline Rollinger                                 |                                                                   |
| 7 Tage … per Anhalter                             | 1. Juni 2014       | Domenica Berger, David Hohndorf                    |                                                                   |
| 7 Tage … unter Animateuren                        | 3. August 2014     | Katrin Görsch, Stefanie Gromes                     | Archiv-Link (Memento vom 4. März 2015 im Internet Archive)        |
| 7 Tage … in Kabul                                 | 31. August 2014    | Niklas Schenck, Ronja von Wurmb-Seibel             |                                                                   |
| 7 Tage … in der Studentenverbindung               | 19. Oktober 2014   | Florian Müller, Ralph Baudach                      |                                                                   |
| 7 Tage … in der Sekte                             | 9. November 2014   | Nikolas Migut, Lars Kaufmann                       |                                                                   |
| 7 Tage … im Knast                                 | 23. November 2014  | Lars Kaufmann, Nikolas Migut                       |                                                                   |
| 7 Tage … unter Rechten                            | 30. November 2014  | Stefanie Gromes, Lars Kaufmann                     |                                                                   |
| 7 Tage … unter Weihnachtsmännern                  | 14. Dezember 2014  | Julian Amershi, Lars Kaufmann                      |                                                                   |
| 7 Tage … Auschwitz – ein musikalisches Experiment | 27. Januar 2015    | Christian von Brockhausen, Timo Großpietsch        | Special,                                                          |
| 7 Tage … unter Staubsaugervertretern              | 1. Februar 2015    | Tobias Lickes, David Hohndorf                      |                                                                   |
| 7 Tage … am Filmset                               | 1. März 2015       | Johanna Leuschen, Felix Meschede                   |                                                                   |
| 7 Tage … FEMEN                                    | 29. März 2015      | Stefanie Gromes, Katrin Hafemann                   |                                                                   |
| 7 Tage … auf der Alm                              | 19. April 2015     | Domenica Berger, Willem Konrad                     |                                                                   |
| 7 Tage … unter Schlachtern                        | 26. April 2015     | Fabienne Hurst, Hans Jakob Rausch                  |                                                                   |
| 7 Tage … Breaking News in Delmenhorst             | 17. Mai 2015       | Julian Amershi, Martin Rieck                       |                                                                   |
| 7 Tage … im Flüchtlingslager                      | 12. Juli 2015      | Friederike Kempter, Ulrich Bentele                 |                                                                   |
| 7 Tage … in der Gerichtsmedizin                   | 21. Juli 2015      | Caroline Rollinger, Willem Konrad                  |                                                                   |
| 7 Tage … im Knast                                 | 30. Juli 2015      | Lars Kaufmann, Nikolas Migut                       |                                                                   |
| 7 Tage … helfen                                   | 13. September 2015 | Hendrik Buth, Martin Rieck, Nikolas Migut          |                                                                   |
| 7 Tage … Oktoberfest                              | 27. September 2015 | Anne Hinder, Patrick Lerch, Katharina Willinger    |                                                                   |
| 7 Tage … unter Singles                            | 18. Oktober 2015   | Nadia Kailouli, Hans Jakob Rausch                  |                                                                   |
| 7 Tage … Deutsche Bahn                            | 6. November 2015   | Tobias Lickes, Benjamin Arcioli                    |                                                                   |
| 7 Tage … unter Campingfreunden                    | 13. November 2015  | Julian Amershi, Benjamin Arcioli                   |                                                                   |
| 7 Tage … Taxi                                     | 20. November 2015  | Stefanie Gromes, Fabienne Hurst                    |                                                                   |
| 7 Tage … Leben und Sterben                        | 10. Januar 2016    | Domenica Berger                                    | Special,                                                          |
| 7 Tage … unter Tätowierern                        | 24. Januar 2016    | Johanna Leuschen, Martin Rieck                     |                                                                   |
| 7 Tage … in der Bürgerwehr                        | 14. Februar 2016   | Frida Thurm, Hans Jakob Rausch                     |                                                                   |
| 7 Tage … in der Reha                              | 6. März 2016       | Michel Abdollahi, Fabienne Hurst                   |                                                                   |
| 7 Tage … in der Flüchtlings-WG                    | 13. März 2016      | Katharina Willinger, Moritz Pompl                  |                                                                   |
| 7 Tage … unter Lehrern                            | 24. April 2016     | Hendrik Buth, Benjamin Arcioli                     |                                                                   |
| 7 Tage … unter Vergesslichen                      | 22. Mai 2016       | Donya Farahani, Benedikt Ahrens                    |                                                                   |
| 7 Tage …Urlaub auf Kos                            | 5. Juni 2016       | Stefanie Gromes, Johanna Leuschen, David Hohndorf  |                                                                   |
| 7 Tage … Retten auf dem Mittelmeer                | 31. Juli 2016      | Nadia Kailouli, Benjamin Arcioli                   |                                                                   |
| 7 Tage … Barzan und ich                           | 21. August 2016    | Nikolas Migut                                      |                                                                   |
| 7 Tage … im Müll                                  | 11. September 2016 | Anke Hillmann, Nikolas Migut                       |                                                                   |
| 7 Tage … gegen die Essstörung                     | 25. September 2016 | Johanna Leuschen, Benjamin Arcioli                 |                                                                   |
| 7 Tage … unter Boxern                             | 11. Dezember 2016  | Martin Rieck, Hans Jakob Rausch                    |                                                                   |
| 7 Tage … mit einem Mörder                         | 15. Februar 2017   | Stefanie Gromes, Caroline Rollinger, Henning Wirtz |                                                                   |
| 7 Tage … in Istanbul                              | 22. März 2017      | Yasemin Ergin, Katharina Willinger                 |                                                                   |
| 7 Tage … Arbeitsagentur                           | 26. April 2017     | Benjamin Arcioli, Anke Gehrmann                    |                                                                   |
| 7 Tage … Überleben im Wald                        | 24. Mai 2017       | Tobias Lickes, Martin Rieck                        |                                                                   |
| 7 Tage … im Auftrag des Herrn                     | 14. Juni 2017      | Julian Amershi, Hans Jakob Rausch                  |                                                                   |
| 7 Tage … nach dem Krebs                           | 28. Juni 2017      | Lars Kaufmann, Anna Lisa Lohmann                   |                                                                   |
| 7 Tage … Segeln gegen den Krebs                   | 28. Juni 2017      | Anna Lisa Lohmann, Lars Kaufmann                   |                                                                   |
| 7 Tage … unter Truckern                           | 23. August 2017    | Katrin Hafemann, Stefanie Gromes                   |                                                                   |
| 7 Tage … das kleine Dorf und die große Politik    | 13. September 2017 | Stefanie Gromes, Caroline Rollinger                |                                                                   |
| 7 Tage … Wahl-Spezial                             | 20. September 2017 | Tobias Zwior, Jonas Schreijaeg, Josef Opfermann    | Special,                                                          |
| 7 Tage … unter Autoverkäufern                     | 4. Oktober 2017    | Martin Rieck                                       |                                                                   |
| 7 Tage … Endzeitstimmung                          | 1. November 2017   | Benjamin Arcioli, Caroline Rollinger               |                                                                   |
| 7 Tage … unter Möbelpackern                       | 15. November 2017  | Lars Kaufmann, Johanna Leuschen                    |                                                                   |
| 7 Tage … trocken                                  | 29. November 2017  | Benjamin Arcioli, Lisa Wolff                       |                                                                   |
| 7 Tage … Mama werden                              | 13. Dezember 2017  | Johanna Leuschen, Domenica Berger                  |                                                                   |
| 7 Tage … Gas Wasser Scheiße                       | 10. Januar 2018    | Tobias Lickes, Hans Jakob Rausch.                  |                                                                   |
| 7 Tage … Rote Rosen                               | 1. März 2018       | Julian Amershi, Martin Rieck                       |                                                                   |
| 7 Tage … unter radikalen Christen                 | 21. März 2018      | Hans Jakob Rausch, Martin Rieck                    |                                                                   |
| 7 Tage … auf der Suche nach Hans                  | 9. Mai 2018        | Tobias Lickes, Benjamin Arcioli                    |                                                                   |
| 7 Tage … unter Veganern                           | 6. Juni 2018       | Anke Hillmann, Hans Jakob Rausch                   |                                                                   |
| 7 Tage … meine Omi und ich                        | 22. August 2018    | Caroline Rollinger                                 |                                                                   |
| 7 Tage … unter Polizisten                         | 5. September 2018  | Martin Rieck, Henning Wirtz                        |                                                                   |
| 7 Tage … im Auftrag des Herrn                     | 22. September 2018 | Julian Amershi, Hans Jakob Rausch                  |                                                                   |
| 7 Tage … taub                                     | 26. September 2018 | Lisa Wolff, Henning Wirtz                          |                                                                   |
| 7 Tage … unter Nachbarn                           | 17. Oktober 2018   | Lisa Maria Hagen, Laura Borchardt                  |                                                                   |
| 7 Tage … Die 100. Folge                           | 7. November 2018   | Stefanie Gromes, Tobias Lickes                     |                                                                   |
| 7 Tage … Seniorenreise                            | 14. November 2018  | Julian Amershi                                     |                                                                   |
| 7 Tage … Männern                                  | 5. Dezember 2018   | Benjamin Arcioli, Tobias Zwior, Domenica Berger    |                                                                   |
| 7 Tage … im Kiosk                                 | 12. Dezember 2018  | Carina Nickel, Lena Lobers                         |                                                                   |
| 7 Tage … unter Pilgern                            | 9. Januar 2019     | Sara Endepols                                      |                                                                   |
| 7 Tage … Rallye-Fieber                            | 6. Februar 2019    | Martin Rieck                                       |                                                                   |
| 7 Tage … Kreuzfahrt auf der Donau                 | 27. November 2015  | Hans-Jürgen Börner                                 |                                                                   |
| 7 Tage … Pfleger                                  | 27. März 2019      | Martin Rieck, Stephan Löhr                         |                                                                   |
| 7 Tage … im Abschiebeknast                        | 10. April 2019     | Kai Diezemann, Thomas Niemietz                     | SWR,                                                              |
| 7 Tage … unter Binnenschiffern                    | 8. Mai 2019        | Elisa Luzius, Elias Franke                         | SWR,                                                              |
| 7 Tage … Winzern                                  | 15. Mai 2019       | Lucas Stratmann, Philip Flämig                     | SWR,                                                              |
| 7 Tage … Tatort                                   | 22. Mai 2019       | Cecilia Knodt, Vera Rudolph                        | produziert vom SWR, begleitet den Dreh der Tatort-Folge Leonessa, |
| 7 Tage … in Opas Pflegeheim                       | 29. Mai 2019       | Marc Feuser                                        | SWR,                                                              |
| 7 Tage … Schützenverein                           | 29. Mai 2019       | Anke Hillmann, Julian Amershi                      |                                                                   |
| 7 Tage … Teleshopping                             | 5. Juni 2019       | Hans Jakob Rausch                                  |                                                                   |
| 7 Tage … auf dem Jakobsweg                        | 5. Juni 2019       | Sara Endepols, Thomas Niemietz                     | SWR,                                                              |
| 7 Tage … in der Tierklinik                        | 26. Oktober 2020   | Elisa Luzius, Fabian Janssen                       | SWR,                                                              |
| 7 Tage … unter „Systemsprengern“                  | 2. November 2020   | Anne Eutin, Felix Leichum                          | hr,                                                               |
| 7 Tage … Glauben an Weihnachten                   | 21. Dezember 2020  | Kira Gantner, Frank Hisam                          | SWR,                                                              |
| 7 Tage … Impfen – zwischen Hoffen und Schimpfen   | 22. März 2021      | Anja Reumschüssel                                  | SWR,                                                              |
| 7 Tage ... unter Besetzern                        | 11. November 2020  | Mariska Lief, Lisa Muckelberg                      | hr,                                                               |
| 7 Tage ... unter Dicken                           | 17. Juni 2021      | Antonia Troschke, Mariska Lief                     | hr,                                                               |
| 7 Tage … zocken an der Börse                      | 12. August 2021    | Constantin Röse, Marcel Sommer, Benedikt Franke    | hr,                                                               |

## Auszeichnungen
Für den Pilotfilm der Reihe 7 Tage … unter Toten wurden dessen Autoren Christian von Brockhausen und Lars Kaufmann 2012 mit dem Bremer Fernsehpreis in der Kategorie „Innovation“ ausgezeichnet.